# Juan Delgado Martínez
Juan Ignacio Delgado Martínez (n. Montevideo, Uruguay; 5 de julio de 1994), conocido simplemente como Juan Delgado, es un futbolista uruguayo que juega como delantero centro.

## Trayectoria

### Fénix
Luego de realizar unas divisiones formativas de manera incomparable rompiendo récords de goles anotados y jugando finales año tras año, le llegó el momento de dar el salto a primera división. Jugó su primer partido como profesional el 29 de enero de 2012, contra River Plate, por el Torneo Preparación, empataron 1 a 1 pero quedaron eliminados por penales.
Debutó en la máxima categoría el 17 de agosto de 2013, contra El Tanque Sisley, ingresando al minuto 46, partido en el cual su equipo sería derrotado por un 2 a 1.

### Cerro
Llegó a Cerro a préstamo de Fénix donde se consolidó en Primera, compartiendo plantel con jugadores de primer nivel. Convirtió su primer gol el 22 de marzo de 2014 en el Estadio Centenario, se enfrentaron a Peñarol y ganaron 1 a 0, su gol implicó silenciar a todo un estadio, la parcialidad aurinegra que llenó el estadio quedaba muda tras el gol de la victoria.

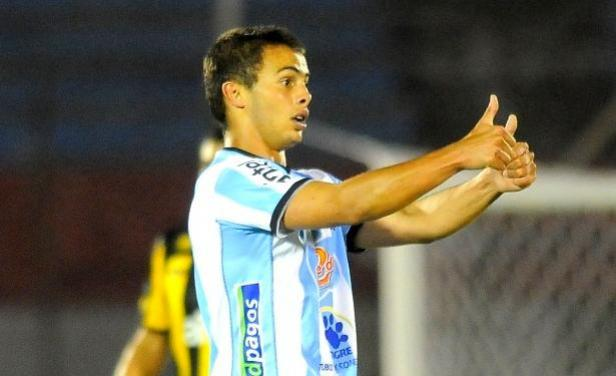
Saludando a Carlos Grossmuller por la asistencia del gol vs Peñarol

### Crotone
En 2015 fichó por el Cienciano, el cual terminó descendiendo por falta de pago a sus jugadores, pese a haber terminado en mitad de tabla. Su próximo destino fue Europa.
El 16 de octubre de 2015 firmó por Crotone para defender al club en la segunda categoría italiana, por un año.

## Estadísticas
Actualizado al 14 de mayo de 2016.
Último partido citado: Trapani 3 - 0 Crotone
| Fénix · Uruguay                               | 1ª            | 2013/14       | 1  | 0 | 0 | 0 | 0 | 0 | 1  | 0 |
| Fénix · Uruguay                               | Total club    | Total club    | 1  | 0 | 0 | 0 | 0 | 0 | 1  | 0 |
| Cerro · Uruguay                               | 1ª            | 2013/14       | 13 | 2 | 0 | 0 | 0 | 0 | 13 | 2 |
| Cerro · Uruguay                               | 1ª            | 2014/15       | 6  | 0 | 0 | 0 | 0 | 0 | 6  | 0 |
| Cerro · Uruguay                               | Total club    | Total club    | 19 | 2 | 0 | 0 | 0 | 0 | 19 | 2 |
| Cienciano · Perú                              | 1ª            | 2015          | 1  | 0 | 3 | 0 | 0 | 0 | 4  | 0 |
| Cienciano · Perú                              | Total club    | Total club    | 1  | 0 | 3 | 0 | 0 | 0 | 4  | 0 |
| Crotone · Italia                              | 2ª            | 2015/16       | 1  | 0 | 0 | 0 | 0 | 0 | 1  | 0 |
| Crotone · Italia                              | Total club    | Total club    | 1  | 0 | 0 | 0 | 0 | 0 | 1  | 0 |
| Total carrera                                 | Total carrera | Total carrera | 22 | 2 | 3 | 0 | 0 | 0 | 25 | 2 |
| (1)Incluidos los datos de la Copa Inca (2015) |               |               |    |   |   |   |   |   |    |   |